# 浪漫 (リッキー・リー・ジョーンズのアルバム)
『浪漫』（原題：Rickie Lee Jones）は、アメリカ合衆国のシンガーソングライター、リッキー・リー・ジョーンズが1979年に発表した初のスタジオ・アルバム。

## 背景
「イージー・マネー」はジョーンズ最初期のオリジナル曲の一つで、1976年に作られた。その後トルバドールでトム・ウェイツ及びチャック・E・ワイスと出会い、彼らとの交遊から「恋するチャック」が生まれた。そしてジョーンズは「ヤング・ブラッド」、「イージー・マネー」、「ラスト・チャンス・テキサコ」、「カンパニー」の4曲入りのデモ・テープでワーナー・ブラザース・レコードの興味を惹き、更に同社の所属アーティストであるローウェル・ジョージが「イージー・マネー」を自身のアルバム『特別料理』（1979年発売）で録音したことから、レコーディング契約を得た。
「1963年土曜日の午後」と「アフター・アワーズ」の2曲は、1978年12月22日のライブ録音である。
ジャケットの写真はノーマン・シーフ（Norman Seeff）が撮影した。アート・ディレクションはマイク・ソールズベリーが行った。

## 反響・評価
母国アメリカのBillboard 200では3位を記録。また、シングル「恋するチャック」はBillboard Hot 100で4位、『ビルボード』のR&Bシングル・チャートで79位に達し、続く「ヤング・ブラッド」はHot 100で40位に達した。
ニュージーランドのアルバム・チャートでは22週連続でトップ50入り、うち11週にわたりトップ10入りするヒットとなって、最高3位を記録。イギリスでは19週にわたって全英アルバムチャートでトップ100入りし、最高18位を記録した。
William Rulhmannはオールミュージックにおいて5点満点中4点を付け「セルフ・タイトルのデビュー・アルバムで、ローラ・ニーロとトム・ウェイツの私生児であるかのような登場を果たした」「多彩な耳慣れたスタイルの集合体であると同時に、過去の何物にも似ていないように響く、驚くべきデビュー・アルバムであり、将来の重要なキャリアの始まりを告げた」と評している。一方、ロバート・クリストガウはBマイナスを付け「もう一度聴いて楽しめそうな曲は"Coolsville"を含む3、4曲ぐらいしかない」と評している。

## 収録曲
特記なき楽曲はリッキー・リー・ジョーンズ作。
Side 1
1. 恋するチャック - "Chuck E.'s in Love" - 3:31
2. 1963年土曜日の午後 - "On Saturday Afternoons in 1963" - 2:35
3. ナイト・トレイン - "Night Train" - 3:18
4. ヤング・ブラッド - "Young Blood" - 4:07
5. イージー・マネー - "Easy Money" - 3:20
6. ラスト・チャンス・テキサコ - "The Last Chance Texaco" - 4:08

Side 2
1. ダニーの店で - "Danny's All-Star Joint" - 4:06
2. クールズヴィル - "Coolsville" - 3:52
3. ホワイト・ボーイズ・クール - "Weasel and the White Boys Cool" (Rickie Lee Jones, Alfred Johnson) - 6:03
4. カンパニー - "Company" (R. L. Jones, A. Johnson) - 4:54
5. アフター・アワーズ - "After Hours" - 2:14

## 参加ミュージシャン
- リッキー・リー・ジョーンズ - ボーカル、ギター、キーボード、パーカッション、ホーン・アレンジ
- フレッド・タケット - ギター、マンドリン
- バジー・フェイトン - ギター
- ニール・ラーセン - キーボード
- ランディ・カーバー - キーボード
- ラルフ・グリアソン - キーボード
- ヴィクター・フェルドマン - キーボード、ドラムス、パーカッション
- ドクター・ジョン - キーボード
- ランディ・ニューマン - シンセサイザー
- マイケル・ボディッカー - シンセサイザー
- ウィリー・ウィークス - エレクトリックベース
- レッド・カレンダー - ダブルベース
- スティーヴ・ガッド - ドラムス
- アンディ・ニューマーク - ドラムス
- ジェフ・ポーカロ - ドラムス
- マーク・スティーヴンス - ドラムス、パーカッション
- トム・スコット - サクソフォーン
- アーニー・ワッツ - サクソフォーン
- チャック・フィンドレー - トランペット
- ニック・デカロ - オーケストラ・アレンジ(on #2, #3, #11)、アコーディオン
- ジョニー・マンデル - オーケストラ・アレンジ(on #8, #10)
- マイケル・マクドナルド - バックグラウンド・ボーカル
- アーノ・ルーカス - バックグラウンド・ボーカル
- レスリー・スミス - バックグラウンド・ボーカル
- ジョー・トゥラーノ - バックグラウンド・ボーカル
- マシュー・ウィーナー - バックグラウンド・ボーカル